# 안양부안초등학교
안양부안초등학교는 대한민국 경기도 안양시에 있는 공립 초등학교이다.

## 학교 연혁
- 1994. 03. 01. 안양부안국민학교 개교(18학급)
- 1994. 03. 01. 초대 박현서 교장 부임
- 1996. 03. 01. 안양부안초등학교로 개명, 병설유치원 개원
- 1999. 10. 20. 도서실 개관
- 2003. 09. 18. 구령대 개축
- 2004. 10. 01. 급식실 증축
- 2006. 09. 12. 도서실·과학실 리모델링 실시
- 2011. 03. 21. 부림관(체육관 개관)-1층 시청각실 및 미술실 운영 관리
- 2011. 11. 01. 저녁돌봄교실 운영
- 2011. 11. 18. 교내통학로 환경개선사업 완료
- 2012. 03. 20. 학교 건물 외벽 학교명 및 교육지표 교체
- 2012. 04. 25. 운동장 및 분리수거장 차양막(케노피) 설치
- 2012. 05. 01. 유치원 실외 놀이시설 교체
- 2012. 05. 28. 상담실 확장 이전
- 2012. 06. 04. 실내 화장실 전체 양변기 정심플랜지 설치 공사
- 2012. 06. 04. 각 학년연구실 마련
- 2012. 10. 31. 3,6학년 연구실 냉난방기 및 커텐설치 및 이동식 서랍장 비치
- 2013. 01. 05. 운동장 배수로 정비
- 2013. 01. 21. 화단 팬스 설치
- 2020. 03. 01. 제 9대 이해순 교장선생님 부임
- 2021. 01. 11. 제27회 졸업식(125명,총 졸업생수 5,332명)
- 2021. 03. 01. 24학급 편성(특수1학급, 유치원2학급, 돌봄3학급 미포함)

## 참고 자료
- 안양부안초등학교 - 한국교육학술정보원 학교알리미